# Michail Nazvanov

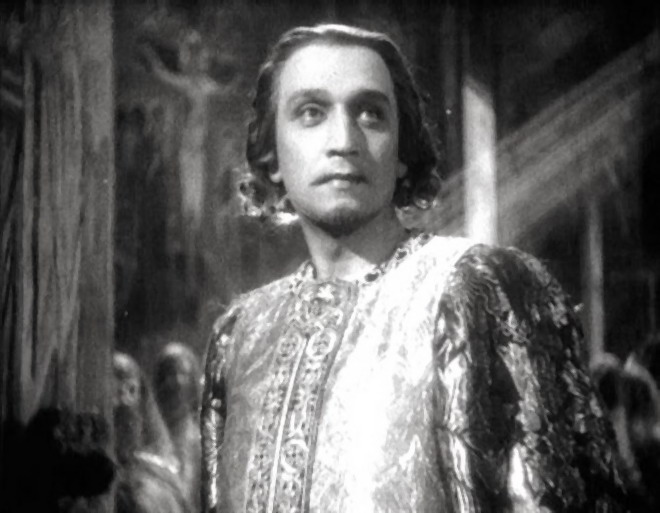
Nazvanov i rollen som Andrej Kurbskij i Sergej Eisensteins film Ivan den Förskräcklige.

Michail Michajlovitj Nazvanov (ryska: Михаил Михайлович Названов), född 12 februari 1914 i Kejsardömet Ryssland, död 13 juni 1964 i Sovjetunionen, var en sovjetisk skådespelare, sångare, filmregissör och manusförfattare. Mottagare av tre Stalinpris (1948, 1949, 1950), hade han  1935 dömts enligt strafflagens paragraf 58 till fem år i straffläger som han avtjänade i Uchta (Uchtpetjlag).

## Filmografi i urval
- 1943 – Rysk kärlek
- 1944 – Ivan den förskräcklige I
- 1946 – Glinka
- 1948 – Den ryska frågan
- 1949 – Kamp i raseri (Slaget vid Stalingrad)
- 1950 – Det ryska flygets fader
- 1951 – De hårda åren
- 1952 – Stormfyllda tider
- 1955 – Den svenska tändstickan
- 1958 – Ivan den förskräcklige II
- 1964 – Hamlet